# Ontex
Ontex – miejscowość i gmina we Francji, w regionie Owernia-Rodan-Alpy, w departamencie Sabaudia.
Według danych na rok 1990 gminę zamieszkiwało 50 osób, a gęstość zaludnienia wynosiła 11 osób/km² (wśród 2880 gmin regionu Rodan-Alpy Ontex plasuje się na 1568. miejscu pod względem liczby ludności, natomiast pod względem powierzchni na miejscu 1552.).